# Adolfo Ottolenghi

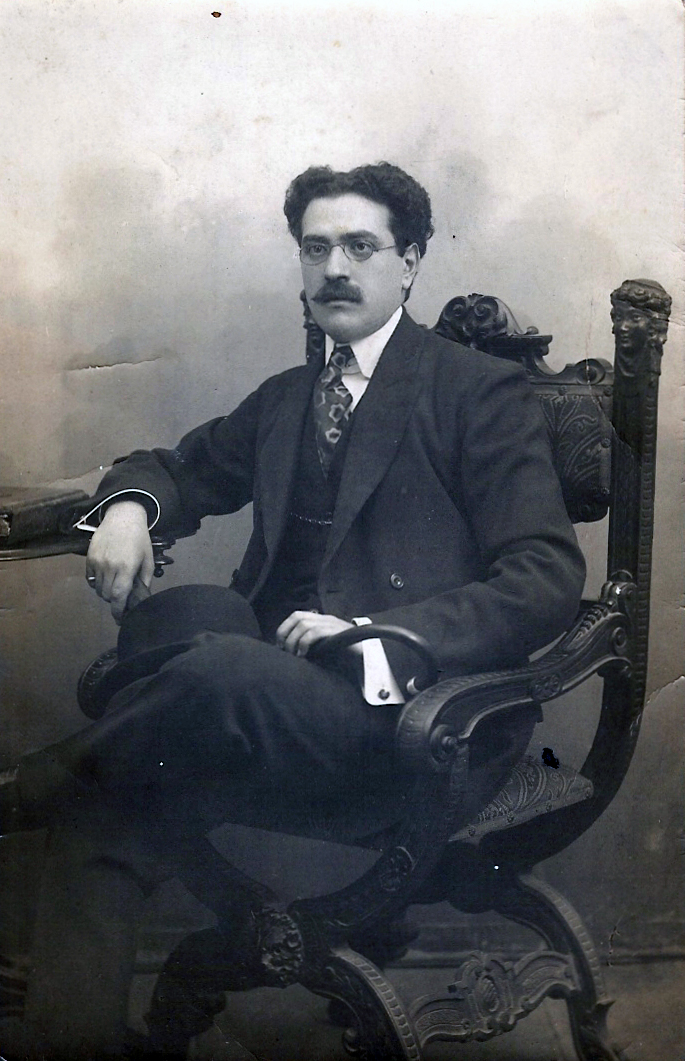
Adolfo Ottolenghi (Livorno 1912)

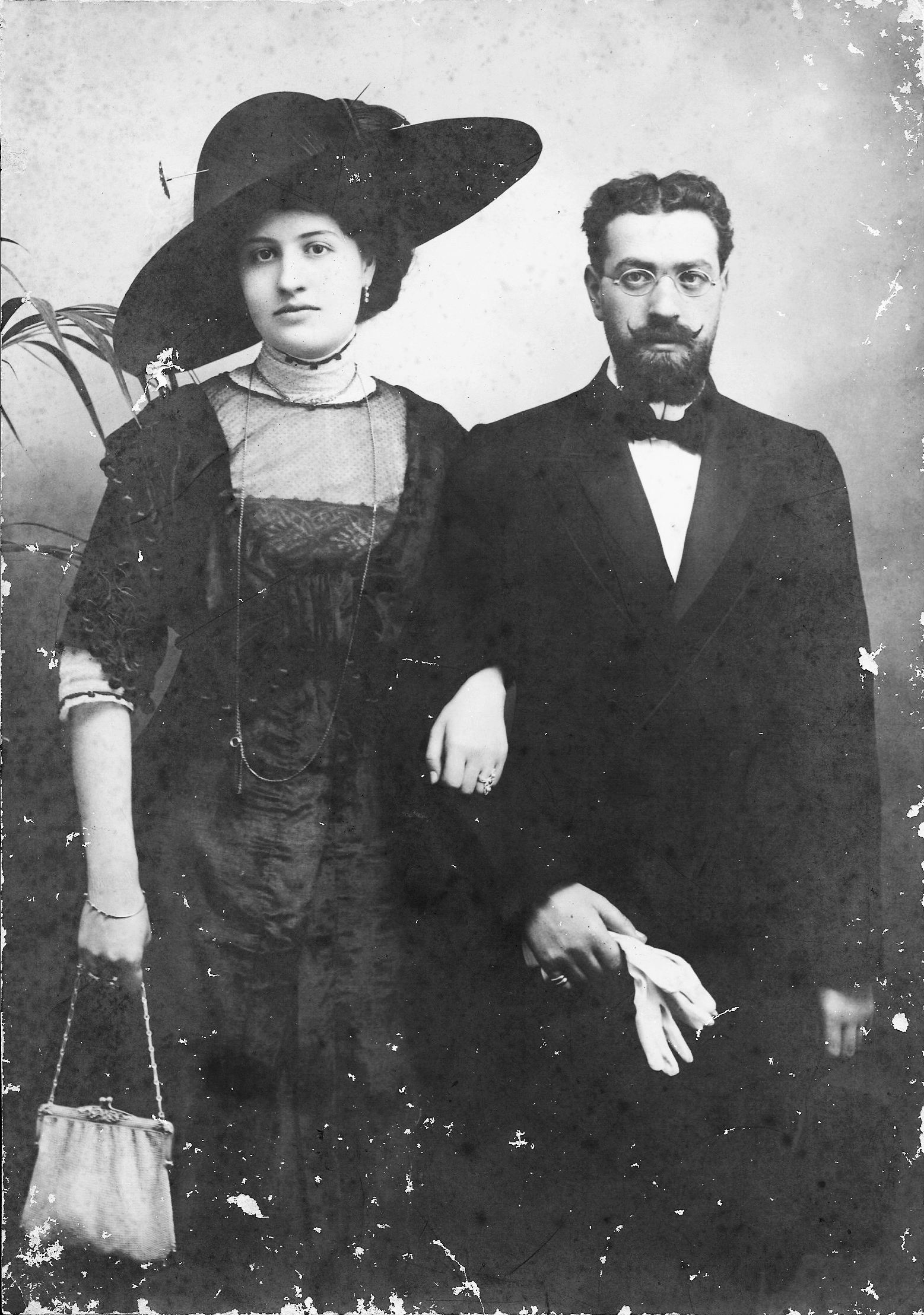
Adolfo Ottolenghi mit seiner Frau Regina Tedeschi, Livorno 1911

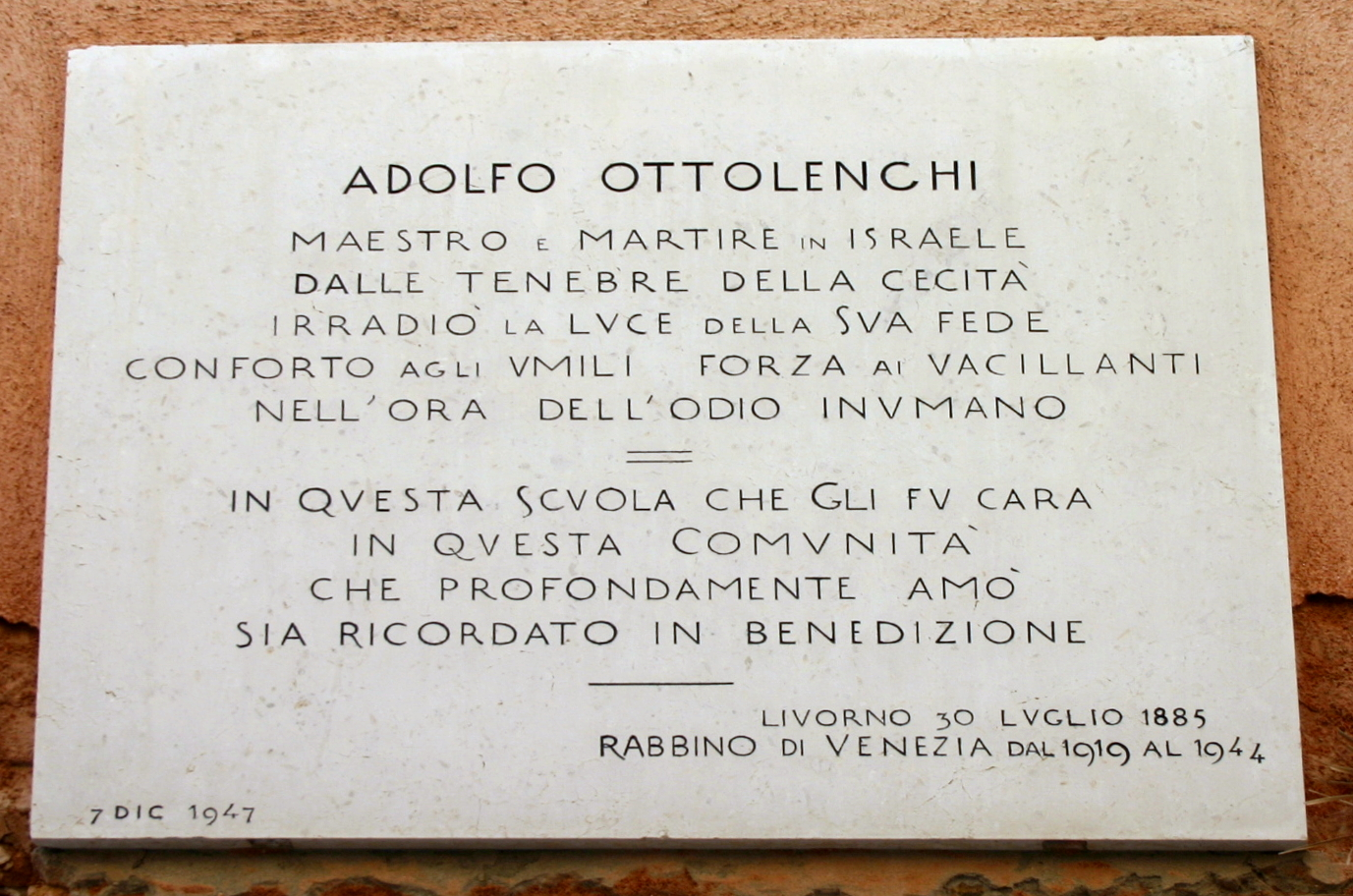
1947 angebrachte Tafel zur Erinnerung an Adolfo Ottolenghi im venezianischen Ghetto

Adolfo Ottolenghi (geb. 30. Juli 1885 in Livorno; gest. nach dem 2. September 1944 im Konzentrationslager Auschwitz, Hebräisch:אוטולינגי, משה בן אברהם) war ein jüdischer Gelehrter und von 1919 bis 1944 Oberrabbiner von Venedig.

## Leben
Adolfo kam 1885 in Livorno als Sohn von Abramo Avraham und der Amalia Avraham, geborene Ventura, zur Welt. Er heiratete Regina Tedeschi Ottolenghi.
Er studierte am rabbinischen Kolleg in Livorno und Rechtswissenschaften an der Universität Pisa, wo er den Titel eines procuratore legale erlangte, womit er eine juristische Laufbahn einzuschlagen gedachte. Auch das Diplom der Maskil erhielt er im Jahre 1907 und die der Chakham im Januar 1911.
Ende 1911 bot ihm die Gemeinde Venedig die Stellung eines Sekretärs der Fraterna Generale di Culto e Beneficienza an, die er akzeptierte. Oberrabbiner war zu dieser Zeit Moisè Coen-Porto, Präsident der Gemeinde war Giuseppe Musatti. Ottolenghi war Rabbi von 1911 bis 1919. In dieser Zeit kümmerte er sich um jüdische Flüchtlinge des Ersten Weltkrieges, von dem Venedig betroffen war, zumal die Frontlinie nicht weit entfernt lag. Wegen seiner starken Kurzsichtigkeit war Ottolenghi selbst vom Militärdienst ausgeschlossen. Wegen der Nähe der Kriegsfront brachte er einen großen Teil der Gemeinde nach Livorno.
Vom 18. Mai 1919, als er gewählt wurde, bis zu seinem Tode war er Oberrabbiner von Venedig, nachdem mit Coen-Porto, Luzzatti und Bassi die angesehensten Älteren der Gemeinde, verstorben waren. Neben den Arbeiten innerhalb der Gemeinde sorgte sich Ottolenghi um die Entzifferung der Grabinschriften auf dem Judenfriedhof auf dem Lido, dessen Verschönerung er sich widmete, wie er sich mit der Geschichte der jüdischen Gemeinde in Venedig befasste. In diesem Zusammenhang entstand eine Reihe von Monographien, aber er publizierte auch in den jüdischen Zeitungen, wie dem Corriere Israelitico, dem Vessillo Israelitico, Israel oder der Rassegna mensile di Israel. Wegen seiner Verdienste um die Stadt Venedig und ihre Kultur wurde er 1933 zum socio des Ateneo veneto gewählt.
Der Ausbau der jüdischen Schule versetzte die Gemeinde in die Lage, alle Schüler aufzunehmen, als sie in den öffentlichen Schulen nach Erlass der italienischen Rassengesetze von 1938 nicht mehr lernen durften. Vor den Besetzungen der Nationalsozialisten flohen viele Juden nach Venedig, dessen Gemeindemitglieder zunehmend selbst marginalisiert wurden. Der Präsident, Giuseppe Jona, nahm sich 1943 das Leben, so dass Ottolenghi nun auch dieses Amt übernehmen musste.
Viele Gemeindemitglieder flohen in die Schweiz. Am 30. November 1943 erging der Befehl zur Deportation der jüdischen Gemeinde und der Einziehung ihres Vermögens, am 2. Dezember wurde die Gemeinde davon benachrichtigt. In der Nacht vom 5. auf den 6. Dezember wurden 150 Juden verhaftet und in die Gefängnisse von Santa Maria und auf der Giudecca verbracht. Am 31. Dezember fanden Razzien im Ghetto statt. Regina Ottolenghi floh im Januar 1944 und hielt sich in Treviso bis zum 7. April im Haus des Notars Elio Gallina auf, der ihr gefälschte Papiere auf den Namen „Pennella“ verschaffte und ihr den Weg zu ihrer Schwester ins Piemont ermöglichte. Auch der jüngste Sohn Eugenio konnte nach Genua in Sicherheit gebracht werden. Gallina, der neben der Familie Ottolenghi Hunderte in Sicherheit brachte, nahm auch Carlo Ottolenghi und seine Frau Annamaria Levi Morenos auf, ebenso wie deren dreijährigen Sohn Alberto und seine Schwester Elisabetta, die beiden Enkel Adolfos. Mit gefälschten Papieren konnte er sie unter dem Namen „Vianello“ in die Schweiz bringen.

Zuvor war ein Teil der Gemeinde nach Como verschleppt worden, darunter der fast blinde Adolfo Ottolenghi, der einen Monat im Gefängnis verbrachte. Am 19. Dezember 1943 wurde eine Gruppe von etwa 40 Juden in das Lager Fossoli deportiert. Nur die über Siebzigjährigen durften Anfang 1944 nach Venedig zurückkehren, wo sie in der Casa di Ricovero israelitica gefangengehalten wurden. In der Nach vom 17. auf den 18. August 1944 wurde Ottolenghi schließlich zusammen mit den verbliebenen alten Leuten verhaftet, um in das Konzentrationslager Auschwitz deportiert zu werden.

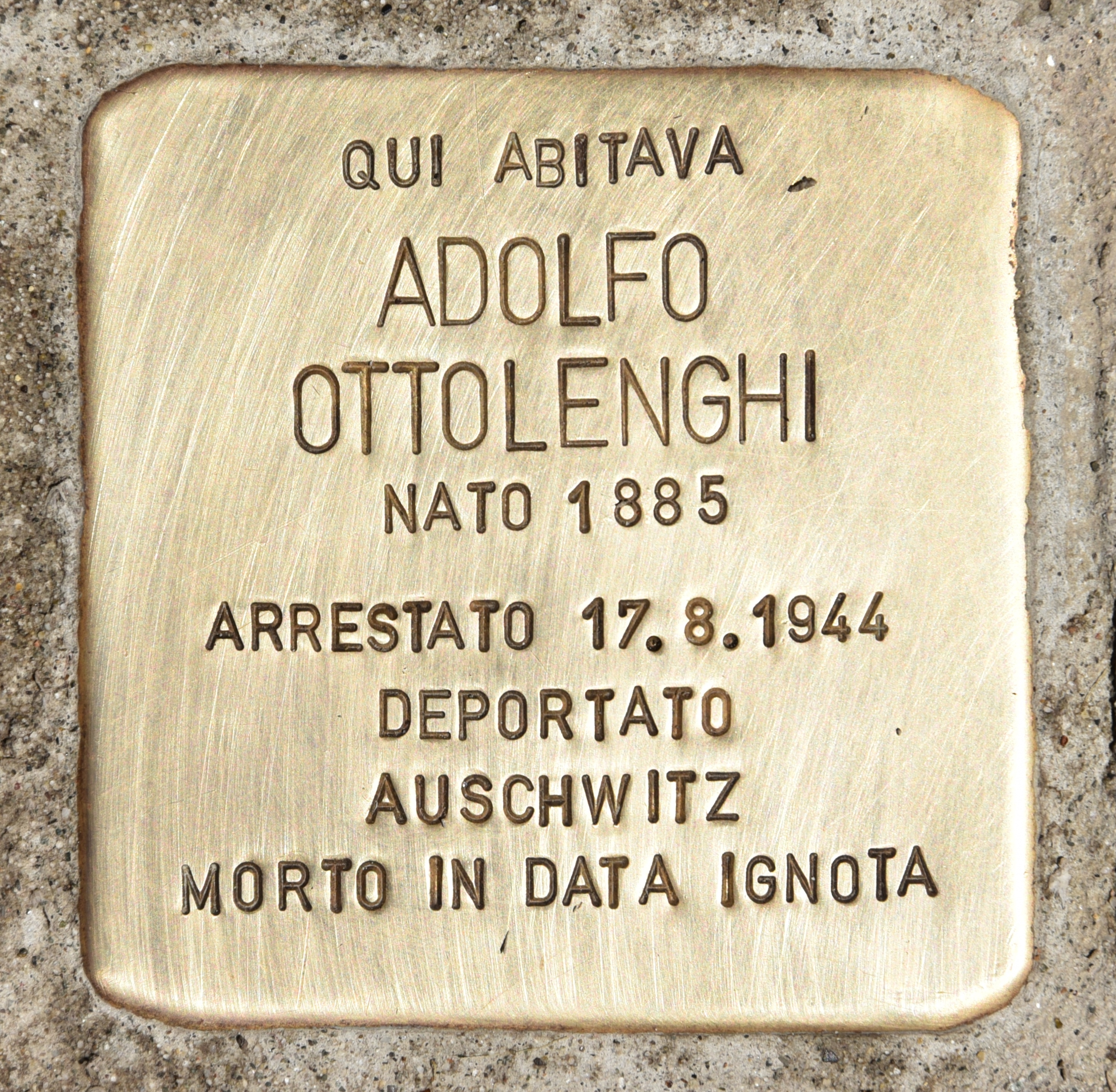
Stolperstein vor dem Hause Ottolenghis

 Dort starb er nach dem 2. September 1944, das genaue Datum ist unbekannt. Am 28. April 1945 wurde Venedig, das die Naziherrschaft inzwischen abgeschüttelt hatte, von italienischen Truppen besetzt.

## Werke
- Per il IV Centenario della scuola Canton. Notizie storiche sui Templi Veneziani di rito tedesco e su alcuni Templi privati con cenni della vita ebraica nei secoli XVI-XIX, Gazzettino Illustrato, Venedig 1932.
- Il Tempio, hgg. vom Convegno di studi ebraici, Venedig 1929.
- mit Riccardo Pacifici: L'antico cimitero ebraico di San Nicolò di Lido, in: Rivista di Venezia, Mai 1928, Nachdruck: Centro storico ebraico di Venezia, Venedig 1980 (zum ältesten jüdischen Friedhof bei San Nicolò di Lido).
- Leon da Modena. Spunti di vita ebraica del Ghetto nel secolo XVII, in: Rivista mensile della città di Venezia 7 (1929) 477–491; erneut in: Rassegna Mensile di Israel 37 (1971) 739–763.
- Spigolature storiche di vita ebraica veneziana, in: La Rassegna Mensile di Israel 6,5–6 (1931–32) 211–218.
- Il Governo democratico di Venezia e l'abolizione del Ghetto, in: Rassegna mensile di Israel 2 (1930) 88–104.
- Abraham Lattes nei suoi rapporti colla Repubblica di Daniele Manin, in: Rassegna Mensile di Israel 5 (1930) 3-13. (Digitalisat, PDF)